# کانابو

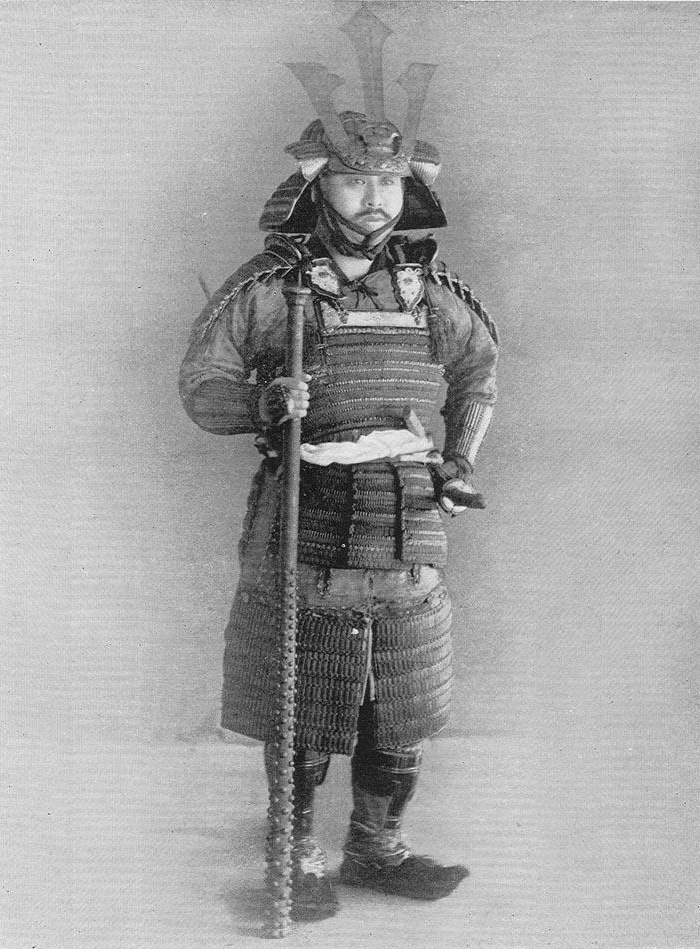
کانابُو

کانابو (تلفظ: Kanabo) (به کانجی: 鉄棒)، (به هیراگانا: かなぼう) یا تِتسوبو (تلفظ: Tetsubo) جنگ‌افزار (چماق) آهنین یا پولادین است که در زمان ژاپن فئودالی از آن استفاده می‌کردند. این جنگ‌افزار از نوعی چوب بلوط سنگین ساخته شده و از سر تا میانه‌اش با فلز پوشیده شده، و سپس مرصع به میخ می‌شود. معمولاً این جنگ‌افزار خیلی سنگین است.
در برخی منابع آمده‌است که «کانابو» بزرگ‌تر است و در انتهای دسته دارای حلقه می‌باشد و دارای بدنه‌ای مخروطی یا چند منشوری می‌باشد ولی «تتسوبو» کوچک‌تر از کانابو است و بدنه‌ای استوانه‌ای دارد و در انتها به جای حلقه دارای تسوکاگاشیرا است.
به علت سنگینی‌اش، عدد کمی از سپاهیان آن را به کار می‌بردند. کانابو بیشتر یک آلت افسانه‌ای به‌شمار می‌آید که به وسیلهٔ دیوهای غول پیکر «انی» به کار می‌رفت، چرا که انی‌ها بشدت نیرومند بوده و به راحتی می‌توانند از این اسلحه استفاده کنند.
کاربرد این اسلحه شکستن زرهٔ دشمن و شکستن پای اسبهای رزم‌آوران سوار است. هنر استفاده از این افزار طاقت‌فرسا در استادی توازن تن و نیرو هست: اگر استفاده‌کننده کانابو در ضربه‌اش موفق نشد، به زودی عرصهٔ حملهٔ متقابلهٔ دشمن می‌شود. به علت عهد و پیمان‌های بودائی که کشتن را حرام می‌دانند، کانابو مرجح‌ترین افزار نزد سهی (راهب بودائی رزم آور) و یامابوشی (مرتاض بودائی) بود که آن را به روش دفاعی به کار می‌بردند.

## نگارخانه

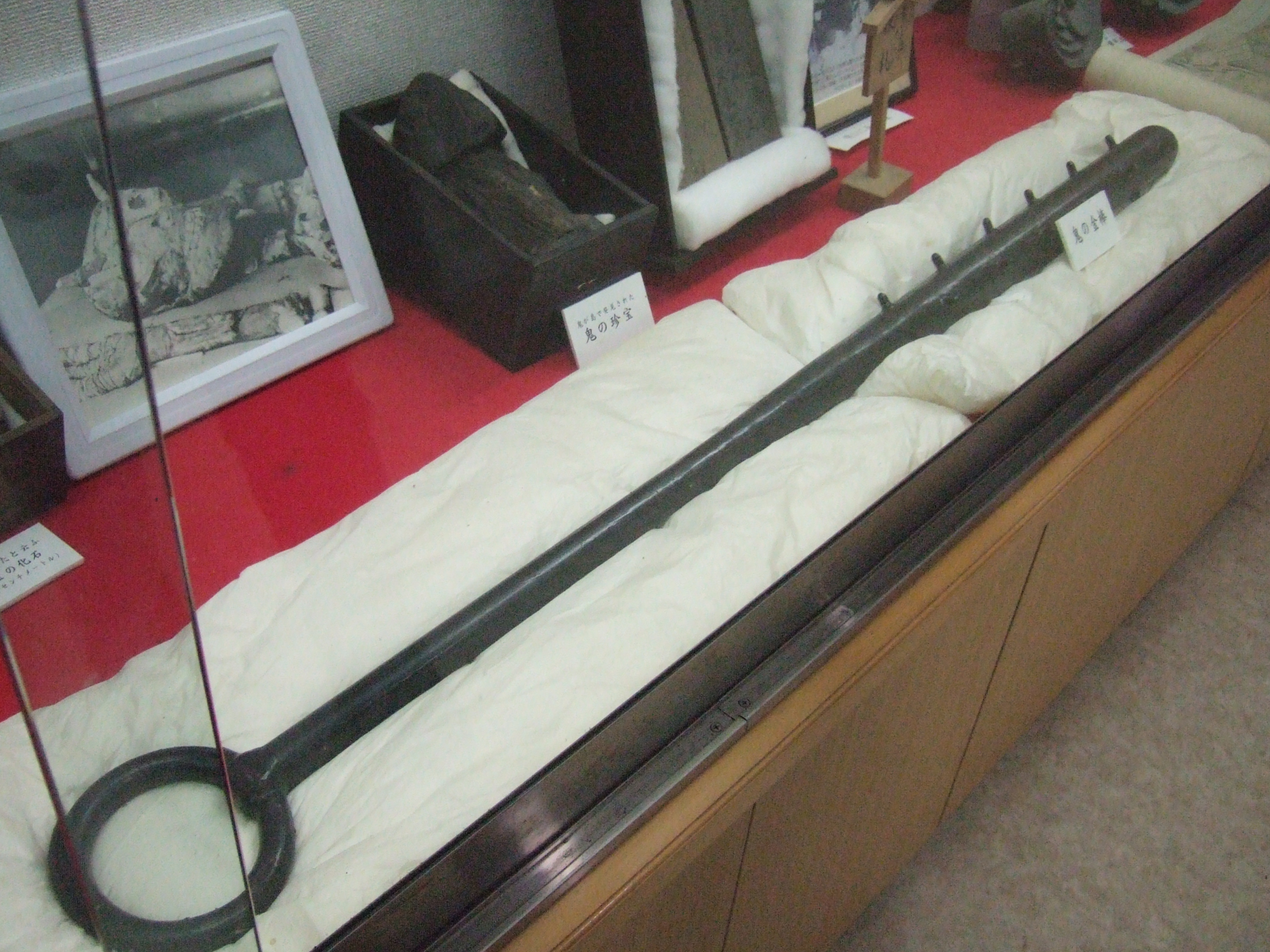
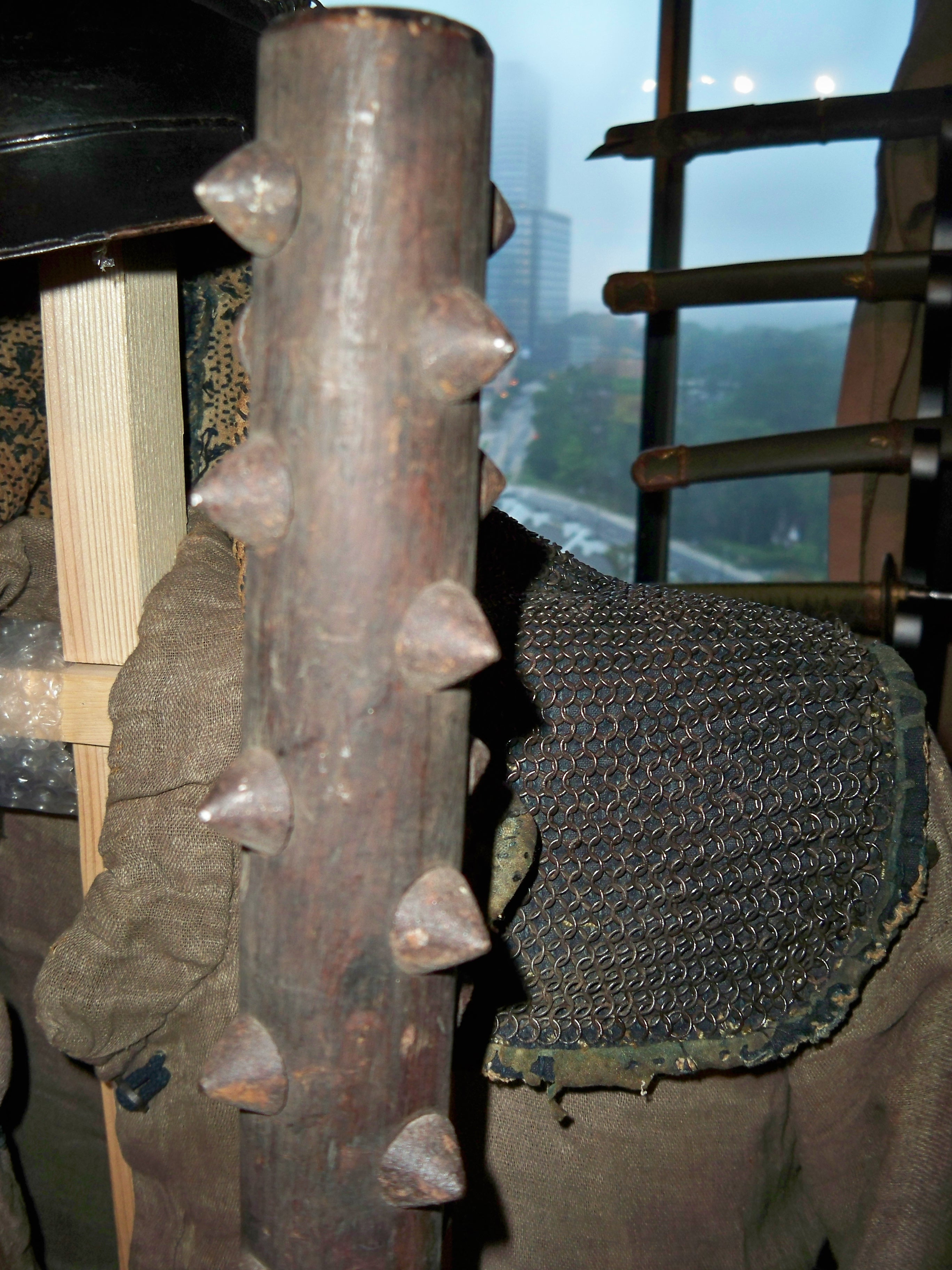
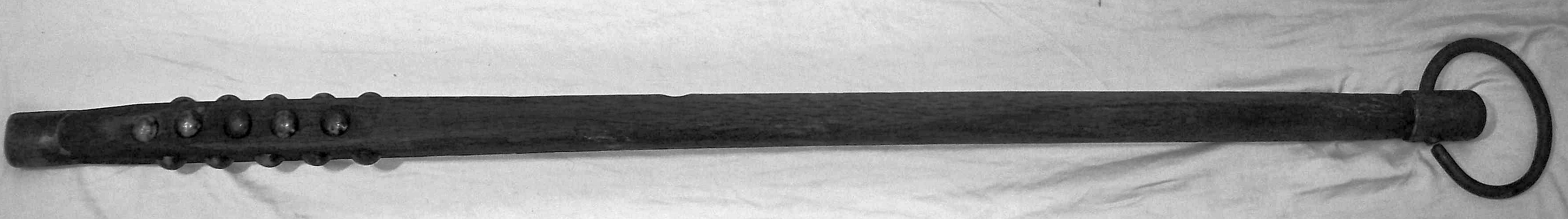
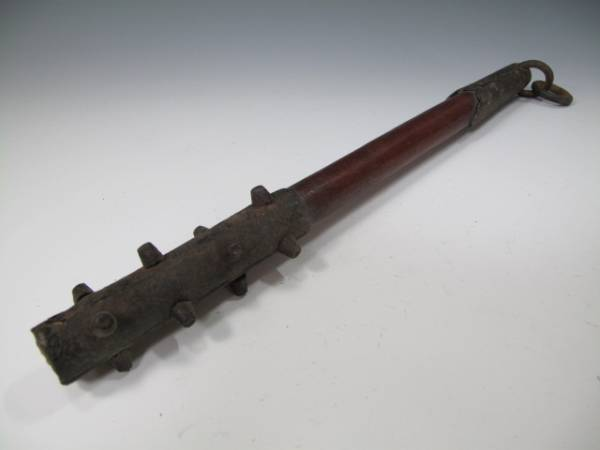
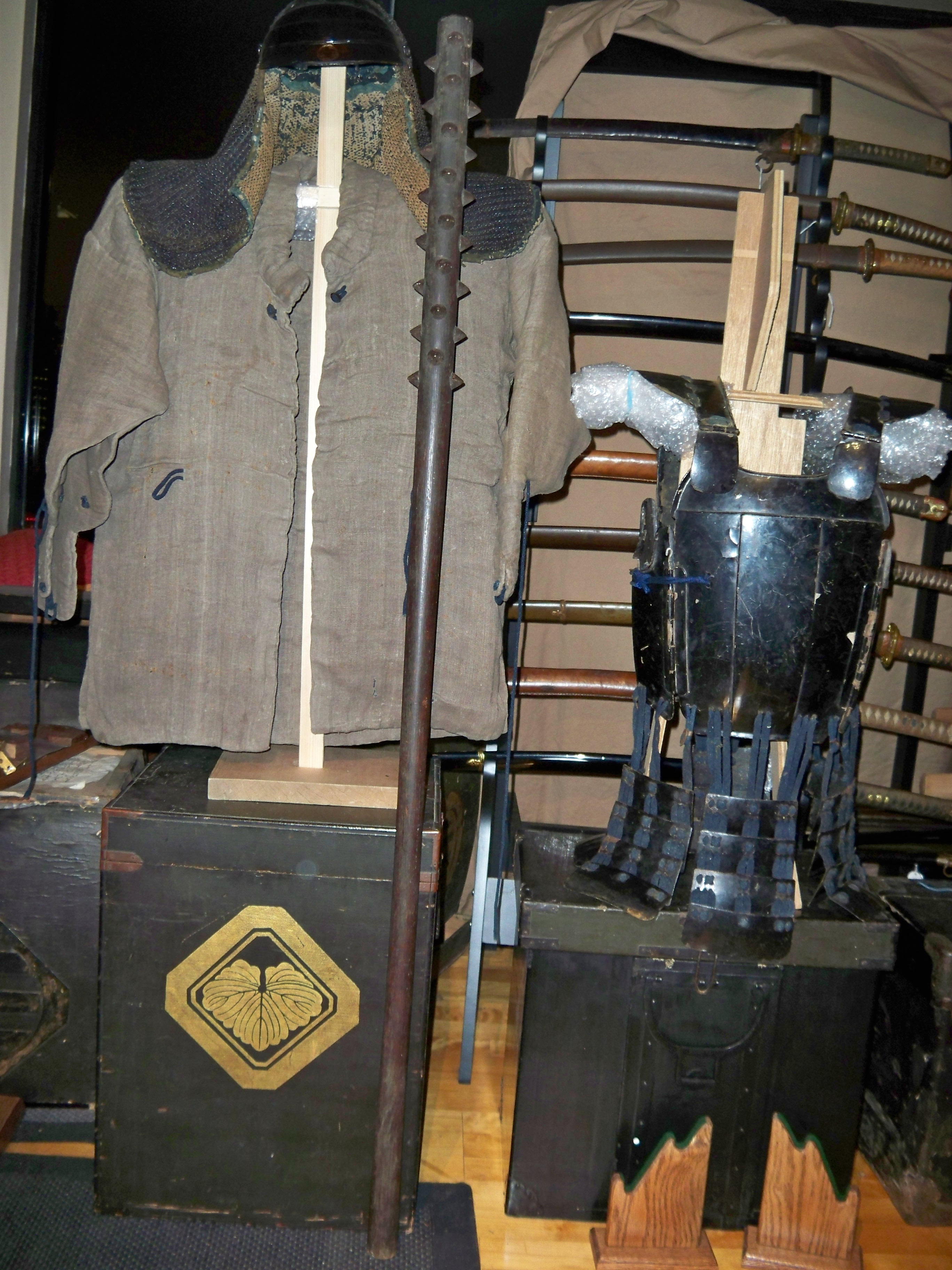
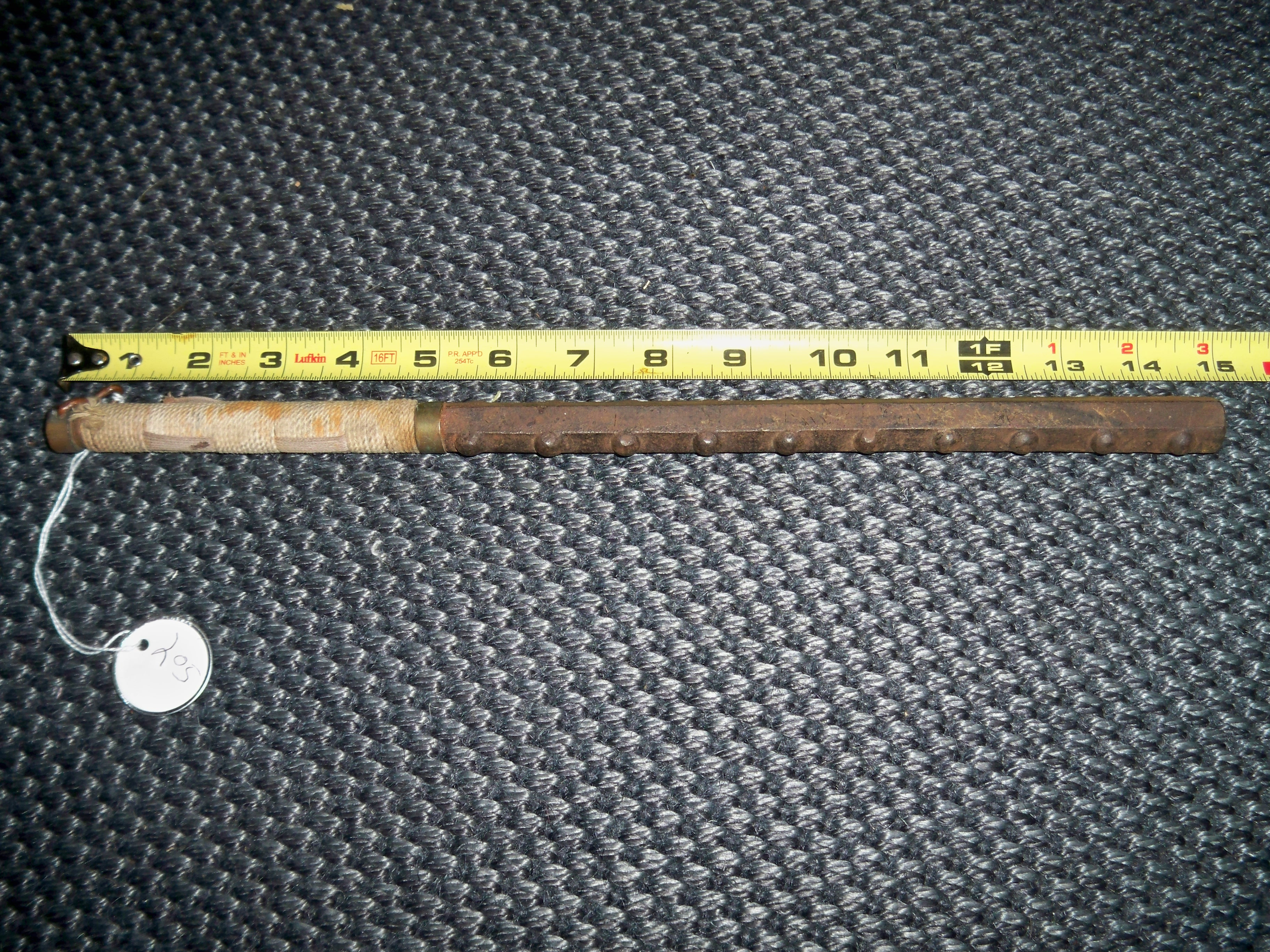
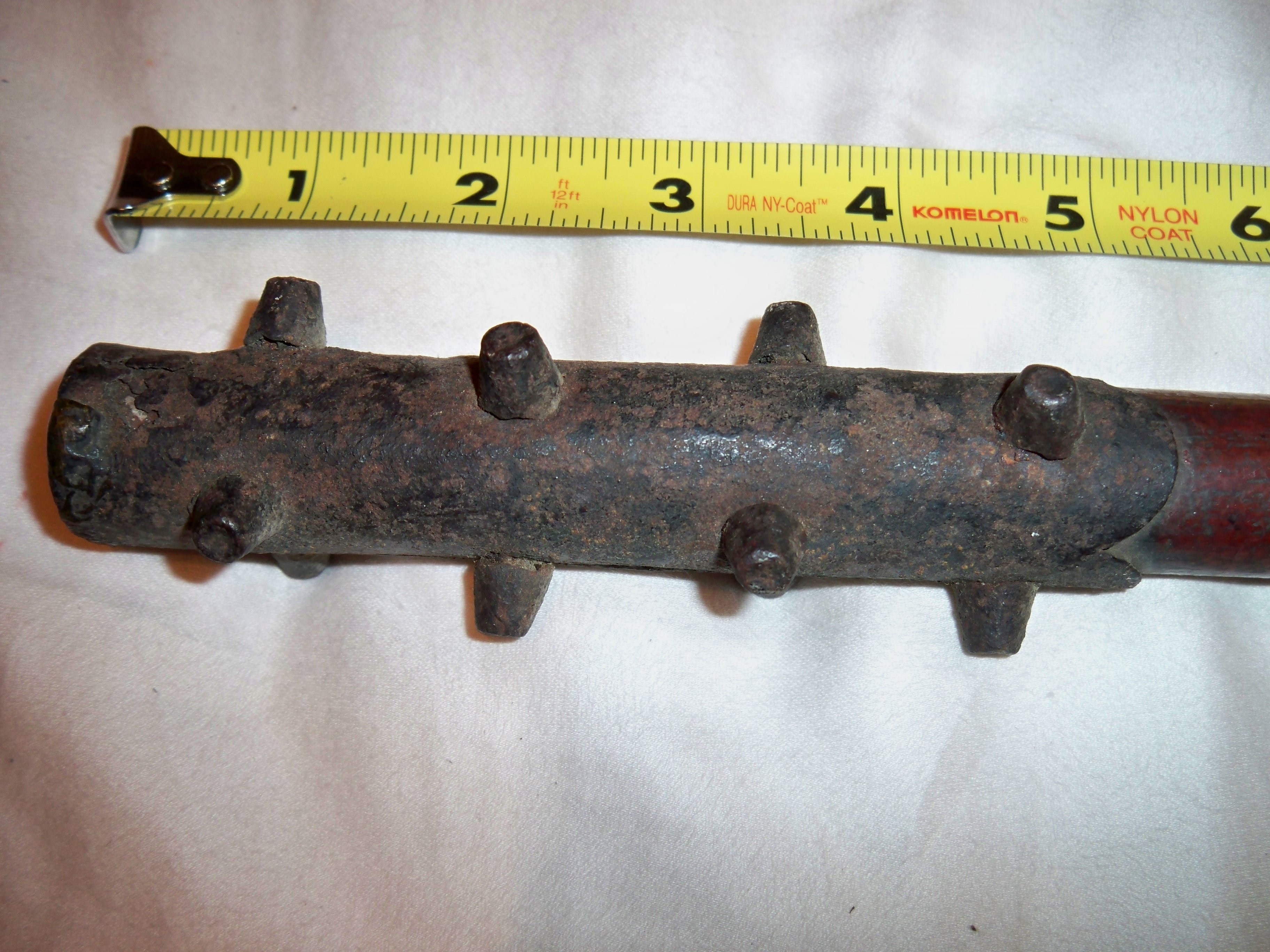